# Ducado de Filipópolis
O Ducado de Filipópolis ou Philippopolis foi um estado cruzado de curta duração. Era um ducado vassalo do Império Latino de Constantinopla, fundado após a tomada de Constantinopla pelos membros da Quarta Cruzada em 1204, que culminou com a partição do Império Bizantino e a fundação do Império Latino de Constantinopla.
O ducado incluiu a atual cidade de Plovdiv e região circundante. Foi concedido para ser governado por Renier da Trit, nomeado duque de Filipópolis de 1204 a 1205.
Em 1207, o ducado foi conquistado por um breve tempo pelo Império Búlgaro. Mas somente nos primeiros anos do reinado de João Aisen II (1218-1241) o território do ducado foi anexado definitivamente pela Bulgária.